# Jitka Zikmundová
Jitka Zikmundová (* 12. září 1970 Havlíčkův Brod) je česká politička a marketingová manažerka, od roku 2006 zastupitelka města Český Krumlov (v letech 2006 až 2013 také místostarostka města).

## Život
V letech 2001 až 2007 vystudovala obor management hotelnictví a lázeňství na soukromé Vysoké škole hotelové v Praze (získala titul Ing.). Mezi roky 2004 a 2005 byla na pracovní stáži v Německu. Vzdělání si v letech 2008 až 2010 rozšířila absolvováním oboru Tourism and Leisure Management na University of Salzburg Business School v Rakousku (získala titul MBA).[zdroj?]
Jejími prvními zaměstnáními byly v letech 1988 až 1990 referentka nákupního oddělení národního podniku Zelenina Havlíčkův Brod a mezi roky 1992 až 1993 referentka exportního oddělení havlíčkobrodské textilní společnosti Pleas Schiesser. V roce 1994 začala pracovat v cestovním ruchu, když se stala ředitelkou Infocentra Český Krumlov. V letech 1995 až 1998 pracovala pro Ministerstvo zahraničních věcí ČR jako zástupkyně České centrály cestovního ruchu ve Vídni a mezi roky 1998 až 2001 jako ředitelka zahraničního zastoupení v Berlíně.[zdroj?]
Mezi lety 2001 až 2006 byla zaměstnankyní Českokrumlovského rozvojového fondu, v němž vedla úsek cestovního ruchu a destinačního managementu. Od roku 2013 pracuje v rakouském Linci jako ředitelka mezinárodního projektu rozvoje cestovního ruchu v regionu mezi Dunajem a Vltavou.[zdroj?]
Jitka Zikmundová žije v Českém Krumlově v části Horní Brána, je vdaná. Hovoří anglicky a německy.

## Politické působení
V komunálních volbách v roce 2006 byla zvolena zastupitelkou města Český Krumlov, když jako nezávislá vedla kandidátku subjektu "Sdružení nezávislých - Město pro všechny". Dne 4. listopadu 2006 byla zvolena místostarostkou města. Za stejný subjekt, opět jako lídr, avšak z pozice nestraníka za SNK-ED obhájila mandát zastupitelky města ve volbách v roce 2010. Dne 12. listopadu 2010 se stala po druhé místostarostkou města, z funkce však ke konci července 2013 odstoupila. Podle vlastních slov ji k tomu vedly osobní důvody, když necítila podporu a důvěru z řad opozice ani z řad koalice. Někteří lidé proti ní dokonce psali petice, protože byla hlavní iniciátorkou vyhlášky, která měla omezit otevírací dobu restaurací a barů v centru. Přesto byla ve volbách v roce 2014 opět zvolena zastupitelkou Českého Krumlova, když jako nestraník za SNK-ED vedla kandidátku subjektu „Sdružení nezávislých - Město pro všechny“. Navíc se 17. prosince 2014 stala radní města.
V krajských volbách v roce 2016 kandidovala jako nestraník za KDU-ČSL do Zastupitelstva Jihočeského kraje, ale neuspěla.
Ve volbách do Poslanecké sněmovny PČR v roce 2013 kandidovala jako nestraník za KDU-ČSL v Jihočeském kraji, ale neuspěla. Ve volbách do Senátu PČR v roce 2016 kandidovala jako nestraník za KDU-ČSL v obvodu č. 10 – Český Krumlov. Se ziskem 7,68 % hlasů skončila na 5. místě a do druhého kola nepostoupila.